# Xian de Xinglong
Le xian de Xinglong (兴隆县 ; pinyin : Xīnglóng Xiàn) est un district administratif de la province du Hebei en Chine. Il est placé sous la juridiction de la ville-préfecture de Chengde.

## Démographie
La population du district était de 230 516 habitants en 1999.

## Honneur
L'astéroïde (19300) Xinglong est nommé en son honneur.